# Cynomys mexicanus
El perrito de la pradera mexicano (Cynomys mexicanus) es una especie de roedor esciuromorfo de la familia Sciuridae endémica de México. Su trato como una plaga de la agricultura lo han llevado a su estado de conservación. En peligro.  

## Hábitat y dieta
Estos perritos de la pradera son de costumbres diurnas y habitan en suelos libres de rocas en altitudes de los 1.600 a los 2.200 metros en la región sur de Coahuila, Nuevo León, así como en partes de San Luis Potosí y Zacatecas, donde se alimentan de hierbas y pastos nativos del lugar donde viven. Estos roedores adquieren la mayoría del agua de estas plantas. Aunque son principalmente herbívoros, los perritos de la pradera mexicanos se alimentan también de insectos.
Entre sus principales depredadores están los coyotes, el lince rojo, águilas, halcones, tejones y comadrejas.

## En peligro de extinción
Está en peligro ya que quedan perritos llaneros en un área total menor de 600 km²[cita requerida]; además esta área está altamente fragmentada y está perdiendo terreno, extensión y calidad de hábitat a una velocidad muy alta. Como consecuencia el número de localizaciones y subpoblaciones está disminuyendo también.[cita requerida]
En 2002, el Gobierno del Estado de Nuevo León decretó las Zonas Sujetas a Conservación Ecológica La Trinidad, La Hediondilla y Llano La Soledad, en las que se encuentran las colonias más extensas de Cynomys mexicanus; con la finalidad de proteger al perrito llanero mexicano.